# 興行通信社
有限会社 興行通信社（こうぎょうつうしんしゃ）は、映画に関連する情報の発信を主な事業内容とする日本の企業である。

## 企業概要
興行通信社では、日本の9つの都市（札幌市、東京都、横浜市、川崎市、名古屋市、大阪市、神戸市、京都市、福岡市）の主要な映画館を調査対象として、映画の観客動員数と興行収入を毎日調査している。データはテレビ、ラジオ、新聞、雑誌などの様々なメディアに求めに応じて提供するとともに、自社でも過去調査した結果をデータベースとして蓄積している。
また、設立当時から自社で映画業界紙『日刊興行通信』を発行して映画に関する様々な情報を発信しており、自社の公式ホームページでも『CINEMAランキング通信』として、映画の観客動員数と興行収入の記録を確認することができるようになっている。

## 発行物
- 日刊興行通信 - 日本版と英語版が発行されている。
- 週刊興行通信
- 週末映画ランキング - メディア媒体向けの発行物。
- 興行年鑑 - 日刊興行通信のデータ資料集。上半期（1月 - 6月）分と下半期（7月 - 12月）分が発行されている。